# Drupa (slak)
Drupa is een geslacht van weekdieren uit de klasse van de Gastropoda (slakken).

## Soorten
- Drupa albolabris (Blainville, 1832)
- Drupa aperta (Blainville, 1832)
- Drupa clathrata (Lamarck, 1816)
- Drupa denticulata Houart & Vilvens, 1997
- Drupa elegans (Broderip & G. B. Sowerby I, 1829)
- Drupa morum Röding, 1798
- Drupa ricinus (Linnaeus, 1758)
- Drupa rubusidaeus Röding, 1798
- Drupa speciosa (Dunker, 1867)